# Rhopalophthalmus tropicalis
Rhopalophthalmus tropicalis är en kräftdjursart som beskrevs av Wooldridge och Gerlof Fokko Mees 2003. Rhopalophthalmus tropicalis ingår i släktet Rhopalophthalmus och familjen Mysidae. Inga underarter finns listade i Catalogue of Life.